# Yobaín

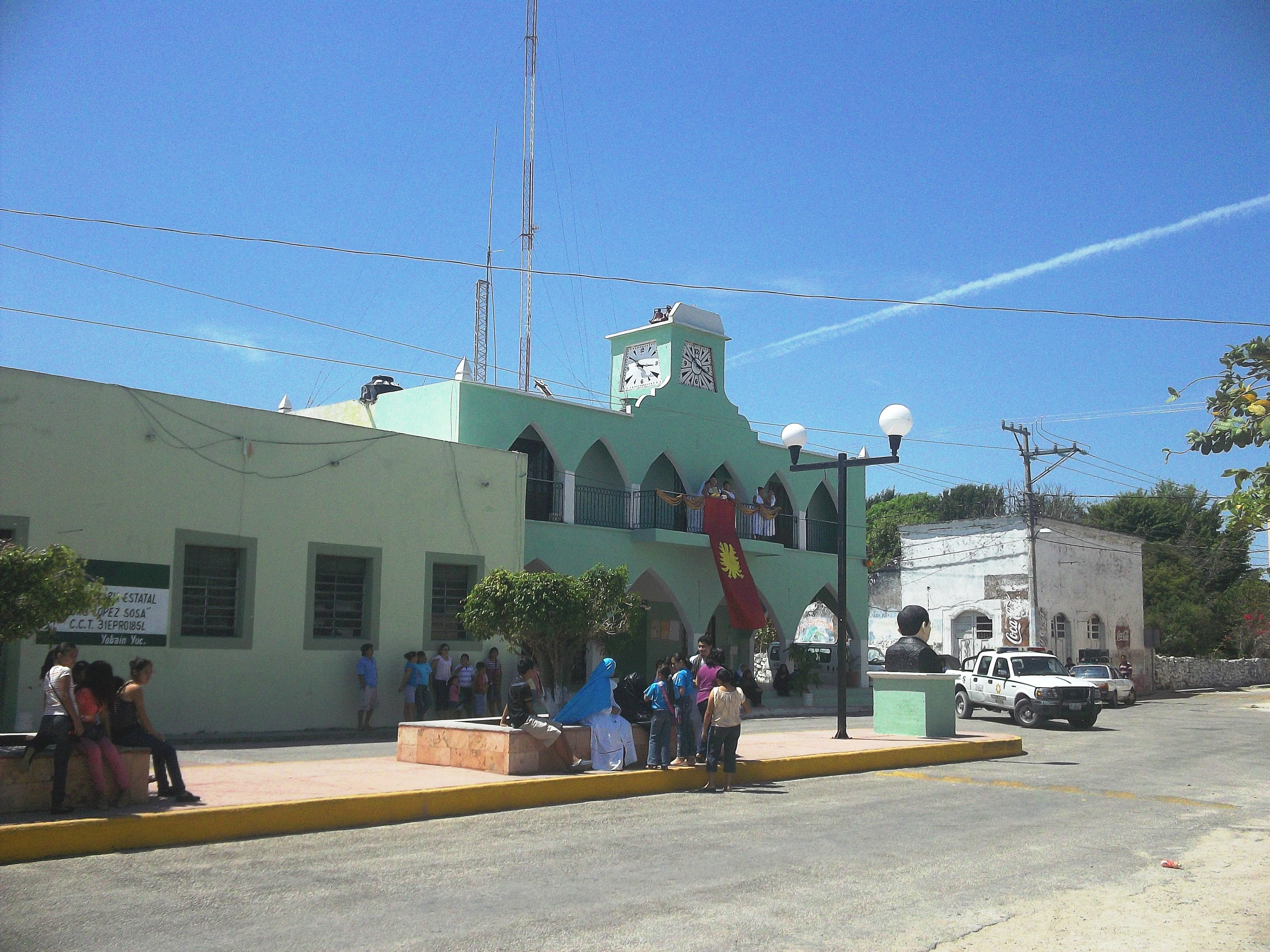
O Palaccio Municipal de Yobaín, em Iucatã

Yobaín é um município do estado do Iucatã, no México. A população do município calculada no censo 2005 era de 2.056 habitantes.